# Santo Domingo Tomaltepec (kommun)
Santo Domingo Tomaltepec är en kommun i Mexiko.   Den ligger i delstaten Oaxaca, i den sydöstra delen av landet, 400 km sydost om huvudstaden Mexico City.
Följande samhällen finns i Santo Domingo Tomaltepec:
- Santo Domingo Tomaltepec
- El Nogal